# 小芝風花のcolorful morning!
『日本くだもの農協 presents 小芝風花のcolorful morning!』（にほんくだもののうきょうプレゼンツ こしばふうかのカラフルモーニング）は、文化放送で2014年10月4日から2016年6月25日まで毎週土曜日に放送されていたラジオ番組である。日本くだもの農協の一社提供（前番組から継続）。

## パーソナリティ
- 小芝風花 - 放送期間中、日本みかん農協のみかん広報委員を務めていた（2年目からみかん広報委員長）。

## コーナー紹介
- 風花のグリーンダイアリー
- 風花のブルーコレクション
- 風花のオレンジライブラリー

## ネット局
全放送局 毎週土曜日に放送。
| 放送対象地域 | 放送局                | 放送時間    | 放送期間                      | 内包番組                  |
| ------------ | --------------------- | ----------- | ----------------------------- | ------------------------- |
| 関東広域圏   | 文化放送（制作局）    | 6:50 - 7:00 | 2014年10月4日 - 2016年6月25日 |                           |
| 中京広域圏   | 東海ラジオ放送        | 8:00 - 8:10 | 2014年10月4日 - 2015年2月28日 | 天野良春 パラダイスキング |
| 近畿広域圏   | ABCラジオ（朝日放送） | 6:30 - 6:40 | 2014年10月4日 - 2015年2月28日 |                           |